# Arrhenia australis
Arrhenia australis är en lavart som först beskrevs av Cleland, och fick sitt nu gällande namn av Grgur. 1997. Arrhenia australis ingår i släktet Arrhenia och familjen Tricholomataceae.   Inga underarter finns listade i Catalogue of Life.